# خوان ديلغادو (لاعب كرة قدم هندوراسي)
خوان ديلغادو (بالإسبانية: Juan Ángel Delgado)‏ هو لاعب كرة قدم هندوراسي في مركز الوسط، ولد في 21 يوليو 1992 في San Manuel, Cortés ‏ في هندوراس. لعب مع نادي ماراثون.

## وصلات خارجية
- خوان ديلغادو على موقع قاعدة بيانات كرة القدم.إي يو (الإنجليزية)
- خوان ديلغادو على موقع ناشيونال فوتبول تيمز (الإنجليزية)
- خوان ديلغادو على موقع Soccerway.com (الإنجليزية)
- خوان ديلغادو على موقع عالم كرة القدم.نت (الإنجليزية)